# Bogota (geomorfologický podcelek)
Bogota je geomorfologický podcelek Slanských vrchů. Nejvyšší vrch podcelku je stejnojmenný vrch, dosahující výšky 856 m n. m.

## Polohopis
Podcelek zabírá jižnější polovinu střední části pohoří a v rámci pohoří ho vymezuje Dargovský průsmyk na severu a výrazná sníženina, kterou vede železniční trať Košice–Čop. Slanské vrchy pokračují na jihu podcelkem Milič, severním směrem se nachází Makovica. Na západě území klesá do Toryské pahorkatiny, patřící do Košické kotliny, východní okraj podcelku lemuje Podslanská pahorkatina, podcelek Východoslovenské pahorkatiny.

## Významné vrcholy
- Bogota – nejvyšší vrch podcelku (856 m n. m.)
- Malý Žiar (732 m n. m.)
- Velký Žiar (708 m n. m.)

## Chráněná území
- Krčmárka – přírodní rezervace

## Doprava
Severní hranici území lemuje silnice I/19 z Košic do Michalovců, v jejíž trase vede evropská silnice E50 i E58. Jižním okrajem zase vede železniční trať Košice–Čop.